# Camponotus irritabilis
Camponotus irritabilis é uma espécie de inseto do gênero Camponotus, pertencente à família Formicidae.